# Винченцо II Гонзага
Винченцо II Гонзага (итал. Vincenzo II Gonzaga; 7 января 1594, Мантуя — 25 декабря 1627, Мантуя) — седьмой герцог Мантуи из рода Гонзага.

## Биография
Винченцо II Гонзага родился в Мантуе 7 января 1594 года. Он был третьим сыном Винченцо I Гонзага и Элеоноры Медичи. После смерти в 1626 году брата, Фердинандо I Гонзага, не оставившего наследников, Винченцо II взошел на престол. 8 февраля 1627 года он получил имперскую инвеституру.
До вступления на престол, 2 декабря 1615 года был назначен кардиналом-дьяконом папой Павлом V, но без рукоположения. Тот же Папа на консистории от 5 сентября 1616 года заявил, что Винченцо Гонзага, не получив никакого духовного сана, может вступить в брак.
В том же году Винченцо II Гонзага женился на Изабелле Гонзага-ди-Новеллара, дочери Альфонсо I Гонзага, маркиза Новеллара, которая была намного старше его (ей было 40 лет, ему 22 года). Противником этого союза был герцог Фердинандо I, который стал добиваться признания брака недействительным. После некоторых колебаний, Винченцо II согласился с братом и обвинил супругу в колдовстве, после чего выехал из Мантуи, опасаясь мести. Суд над его женой перешёл в прямое ведение Папы. Последующий процесс оправдал Изабеллу Гонзага-ди-Новеллара по всем пунктам обвинения.
Когда в 1626 году Фердинандо I умер, Винченцо II остался последним представителем мужского пола главной ветви рода Гонзага. Его предыдущий брак не был аннулирован, что делало невозможным повторный брак. К тому же герцог имел слабое здоровье. Поэтому ему предстояло выбрать наследника, на случай своей скорой смерти, между ветвями рода Гонзага-Гвасталла, поддерживаемых Королевством Испания и Священной Римской империей, и Гонзага-Невер, поддерживаемых Францией.
Выбор Винченцо II пал на Карло Гонзага-Невера, двоюродного брата отца. 25 декабря 1627 года, на смертном одре, герцог дал согласие на брак между Шарлем де Ретель, сыном Карло Гонзага-Невера, и своей племянницей Марией Гонзага, дочерью покойного брата, герцога Франческо IV Гонзага и Маргариты Савойской. Отпраздновав свадьбу, Винченцо II умер. Отказ императора Фердинанда II признать Карло Гонзага-Невера герцогом Мантуанским, приведёт к войне за Мантуанское наследство.
За короткий период своего герцогства Винченцо II Гонзага запомнился продажей части коллекции произведений искусства рода Гонзага, знаменитой галереи Челесте, которую за бесценок купил Карл I Стюарт, король Англии.